# 5 000 mètres masculin aux Jeux olympiques d'été de 1932
Pour un article plus général, voir Athlétisme aux Jeux olympiques d'été de 1932.
Navigation
Amsterdam 1928 Berlin 1936
L'épreuve du 5 000 mètres masculin aux Jeux olympiques de 1932 s'est déroulée les 2 et 5 août 1932 au Los Angeles Memorial Coliseum de Los Angeles, aux États-Unis. Elle est remportée par le Finlandais Lauri Lehtinen.

## Résultats

### Finale
| Rang               | Athlète                    | Temps         | Notes |
| ------------------ | -------------------------- | ------------- | ----- |
| Médaille d'or      | Lauri Lehtinen (FIN)       | 14 min 30 s 0 | OR    |
| Médaille d'argent  | Ralph Hill (USA)           | 14 min 30 s 0 |       |
| Médaille de bronze | Lauri Virtanen (FIN)       | 14 min 44 s 0 |       |
| 4                  | Billy Savidan (NZL)        | 14 min 49 s 6 |       |
| 5                  | Jean-Gunnar Lindgren (SWE) | 14 min 54 s 7 |       |
| 6                  | Max Syring (GER)           | 14 min 59 s 0 |       |
| 7                  | Alec Burns (GBR)           | 15 min 04 s 4 |       |
| 8                  | Daniel Dean (USA)          | 15 min 08 s 5 |       |
| 9                  | Erik Pettersson (SWE)      | 15 min 13 s 4 |       |
| 10                 | Alex Hillhouse (AUS)       | 15 min 15 s 0 |       |
| 11                 | Scotty Rankine (CAN)       | 15 min 24 s 0 |       |
| 12                 | Shoichiro Takenaka (JPN)   | 17 min 20 s 0 |       |
| —                  | Paul Rekers (USA)          | DNF           |       |
| —                  | Roger Rochard (FRA)        | DNF           |       |